# فلینو
فلینو (به ایتالیایی: Felino) یک کومونه در ایتالیا است که در استان پارما واقع شده‌است.

## خصوصیات
فلینو ۳۸٫۳ کیلومترمربع مساحت و ۸٬۶۲۱ نفر جمعیت دارد و ۱۸۰ متر بالاتر از سطح دریا واقع شده‌است.